# Razlog (huyện)
Razlog là một huyện thuộc tỉnh Blagoevgrad, Bungaria. Dân số thời điểm năm 2001 là 22081 người.